# Gamera: El mundo bajo el terror
Gamera (大怪獣ガメラ - Daikaijû Gamera) es una película japonesa de ciencia ficción de 1965 dirigida por Noriaki Yuasa. Pertenece al subgénero de las películas Kaiju-eiga y su protagonista, la tortuga gigante Gamera, dio lugar a seis secuelas.
El éxito de las películas de Godzilla de Toho y Los pájaros influyó en el director del estudio, Masaichi Nagata, para producir una película similar. En 1964, Daiei intentó producir Nezura, con Yuasa dirigiendo. Sin embargo, el proyecto fue cerrado por el departamento de salud, ya que debía utilizar docenas de ratas vivas. Nagata luego concibió a Gamera para reemplazar a Nezura en el calendario. Debido a un presupuesto bajo y una agenda apretada, Yuasa se vio obligada a utilizar equipos obsoletos, accesorios defectuosos y se enfrentó al menosprecio de sus colegas. Yuasa estaba decidida a completar la película con los recursos de Daiei, a pesar de breves conversaciones sobre la contratación de Tsuburaya Productions para terminar la película.

## Argumento
En el Ártico, un avión de combate estadounidense derriba un avión desconocido. El avión se estrella y su carga, una bomba atómica, explota. La explosión despierta una tortuga prehistórica gigante con colmillos. Los científicos japoneses en una expedición cercana, el Dr. Hidaka, su asistente Kyoko y el reportero Aoyagi, reciben una tablilla de piedra de un jefe esquimal, quien explica que la criatura se llama Gamera. Gamera destruye el barco de expedición y escapa. Pronto surgen avistamientos de platillos voladores en Japón. En la bahía de Sagami, Toshio (un niño recientemente obligado a liberar a su tortuga mascota) y su familia se encuentran con Gamera, quien ataca su faro. Sin embargo, Gamera salva a Toshio de caer y morir. Toshio se encariña con Gamera después de descubrir que su tortuga mascota desapareció, creyendo que se convirtió en Gamera.
Al regresar a Japón, el Dr. Hidaka, Kyoko y Aoyagi acompañan a los militares cuando Gamera se acerca a una planta de energía geotérmica. A pesar de los intentos de impedir su acercamiento, Gamera procede a atacar la central eléctrica y devora las llamas a su alrededor. El Dr. Hidaka consulta con el Dr. Murase y el ejército recomienda el uso de bombas heladas experimentales. Las bombas posponen el asalto de Gamera mientras los militares colocan explosivos en el área y logran poner al monstruo boca arriba. Gamera contrae sus extremidades, expulsa llamas y toma vuelo, girando como un platillo volador. Toshio y su hermana Nobuyo visitan al Dr. Hidaka mientras se alojan en Tokio con su tío. Toshio le explica al Dr. Hidaka su creencia de que Gamera es una persona solitaria y no malvada. Mientras tanto, el Dr. Hidaka ha observado que Gamera consume combustibles fósiles y puede buscar bombas atómicas para obtener su energía. Mientras tanto, comienzan a ocurrir desastres y accidentes: el distrito de Koto es azotado por inundaciones repentinas y los barcos chocan en la bahía de Tokio. El Dr. Hidaka afirma que la causa puede ser que Gamera se esconda en la bahía.
Se convoca una conferencia científica internacional y se decide utilizar el "Plan Z", con sede en la isla de Oshima. Gamera aterriza en el aeropuerto de Haneda y comienza a causar estragos en Tokio. Toshio y su familia evacuan, pero Toshio huye. Los militares mantienen a Gamera a raya en una refinería de petróleo alimentándole con petróleo a través de trenes, mientras el Plan Z continúa con los preparativos. Mientras Nobuyo busca a su hermano, Toshio intenta traspasar áreas restringidas para ver a Gamera hasta que lo atrapan en Oshima. El Dr. Murase informa a Nobuyo sobre la seguridad de Toshio. El Plan Z finalmente se completa y Gamera es atraída a Oshima iluminando un camino de mancha de petróleo. Sin embargo, un tifón que se acerca apaga el fuego. Aoyagi enciende una hoguera para atraer a Gamera, pero el tifón también la apaga. Un volcán cercano entra en erupción, atrayendo con éxito a Gamera de regreso. Al día siguiente, el Plan Z se pone en marcha: Gamera es atraída hacia la nariz cónica de un cohete gigante y lanzada a Marte. El mundo celebra y Toshio le dice al Dr. Hidaka que se convertirá en científico para poder visitar Gamera. Toshio se despide del monstruo.

## Reparto
- Eiji Funakoshi como Dr. Hidaka
- Harumi Kiritachi como Kyoko.
- Junichiro Yamashita como Aoyagi.
- Yoshiro Uchida como Toshio.
- Michiko Sugata como Nobuyo.
- Yoshiro Kitahara como Sakurai.
- Jun Hamamura como Dr. Murase
- George Hirose como el embajador japonés[6]

## Producción
Nagata concibió la idea de Gamera en 1965 al regresar a casa desde los Estados Unidos. Según el guionista Niisan Takahashi, Nagata afirmó haber imaginado una tortuga volando junto a su avión o haber visto una isla con forma de tortuga. Durante una sesión de planificación mensual, Nagata compartió su visión de la tortuga con su personal y les ordenó que crearan ideas para ella. El productor Yonejiro Saito contactó a Takahashi sobre posibles ideas, a lo que Takahashi compartió su primera historia titulada Una humilde tortuga vuela por el cielo. Takahashi luego escribió un tratamiento de cuatro páginas titulado Una tortuga devoradora de fuego ataca a Japón. Después de leerlo, Nagata solicitó un guion completo. El nombre de Gamera se concibió originalmente como "Kamera", debido a que "kame" era la palabra japonesa para "tortuga". Sin embargo, el nombre se cambió a "Gamera" debido a que "Kamera" sonaba demasiado parecido a la pronunciación japonesa de "cámara". El técnico de efectos especiales Ryosaku Takayama diseñó el traje de tortuga utilizado en la película.
Yuasa heredó la asignación de Gamera gracias a Nezura y fue constantemente menospreciado por ejecutivos y colegas del estudio que creían que la película fracasaría y nunca competiría con Godzilla. Yuasa tomó cursos de realización cinematográfica de efectos especiales y dirigió algunos de los efectos de la película en cooperación con Tsukiji. El guion aún estaba incompleto cuando se dio la orden de crear el traje Gamera. La obra de arte conceptual de Tsukiji fue entregada al director de arte Akira Inoue y al consultor independiente Masao Yagi para realizar más diseños de bocetos y modelos de arcilla. A Yagi se le asignó la tarea de construir el traje y reclutó al ayudante de su padre y asociados del departamento de arte de Toho. El traje final pesaba más de 60 kilogramos y estaba fabricado con yeso reforzado con látex. Gamera fue interpretada por varios miembros "duros" del departamento de utilería de Daiei. El traje de Gamera fue diseñado para caminar a cuatro patas para facilitar la filmación y distinguirlo de otros personajes monstruosos erguidos.
Gamera: El mundo bajo el terror fue la única película de la serie rodada en blanco y negro. Esto se debió al recorte del presupuesto por parte del estudio debido a la baja confianza y la cancelación de Nezura. Yuasa declaró que la primera película de Gamera tenía un presupuesto de alrededor de 40 millones de yenes y que la película "se excedió un poco del presupuesto". Debido al bajo presupuesto y la apretada agenda de la película, el equipo experimentó varios problemas de producción: equipos obsoletos, energía eléctrica insuficiente para iluminar un escenario de sonido para la filmación de efectos especiales y accesorios defectuosos. El accesorio volador de Gamera quemó varios cables a los que estaba conectado, provocando que se estrellara. Para las secuencias del Ártico, el hielo fue transportado en masa por tres camiones, pero el hielo se derritió rápidamente y obligó a retrasar el rodaje tres días mientras se secaba el set inundado. Yuasa recibió críticas de su propio personal y se consideró contratar a Tsuburaya Productions para completar la película. Sin embargo, Yuasa se negó y estaba decidido a terminar la película utilizando los recursos de Daiei.

## Estreno
Gamera se estrenó en cines en Japón el 27 de noviembre de 1965. Una versión localizada con nuevas imágenes fue estrenada en cines en los Estados Unidos el 15 de diciembre de 1966 por Harris Associates, Inc. y World Enterprises Corporation como Gammera the Invincible. Esta fue la única película de Gamera en la era Shōwa que se estrenó en cines en los Estados Unidos.

## Legado
Gamera es una de las pocas películas presentadas dos veces en Mystery Science Theater 3000 (ambas veces como Gamera), la primera como parte de la serie inicial de KTMA (episodio 5) y nuevamente en la temporada 3 (episodio 2). El cineasta Guillermo del Toro nombró la película original de Gamera entre sus cinco películas de kaiju favoritas. Un personaje llamado "Baby Gamera", que tiene una apariencia y habilidades similares a Gamera de Daiei, aparece en el manga y anime Dragon Ball. Películas posteriores convertirían la caracterización de Gamera en un protector de los niños. Esto se debió a una respuesta positiva de una escena de la película de 1965 cuando Gamera salvó a Toshio, Yuasa comentó: "Esto generó una gran respuesta y recibimos muchas cartas de niños. Y así, Gamera se convirtió en un [sic] aliado de los niños en el final" Yuasa y el guionista Niisan Takahashi esperaban en secreto ese efecto y se alegraron cuando sus intenciones tuvieron éxito.